# 訃報 1982年6月
訃報 1982年6月（ふほう 1982ねん6がつ）では、1982年（昭和57年）6月中に物故した、又は物故が報じられた人物についてまとめる。

## （1日 - 15日）

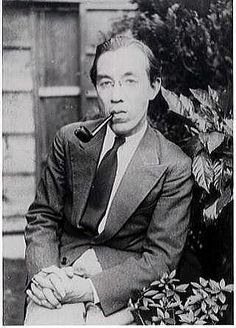
西脇順三郎／6月5日没

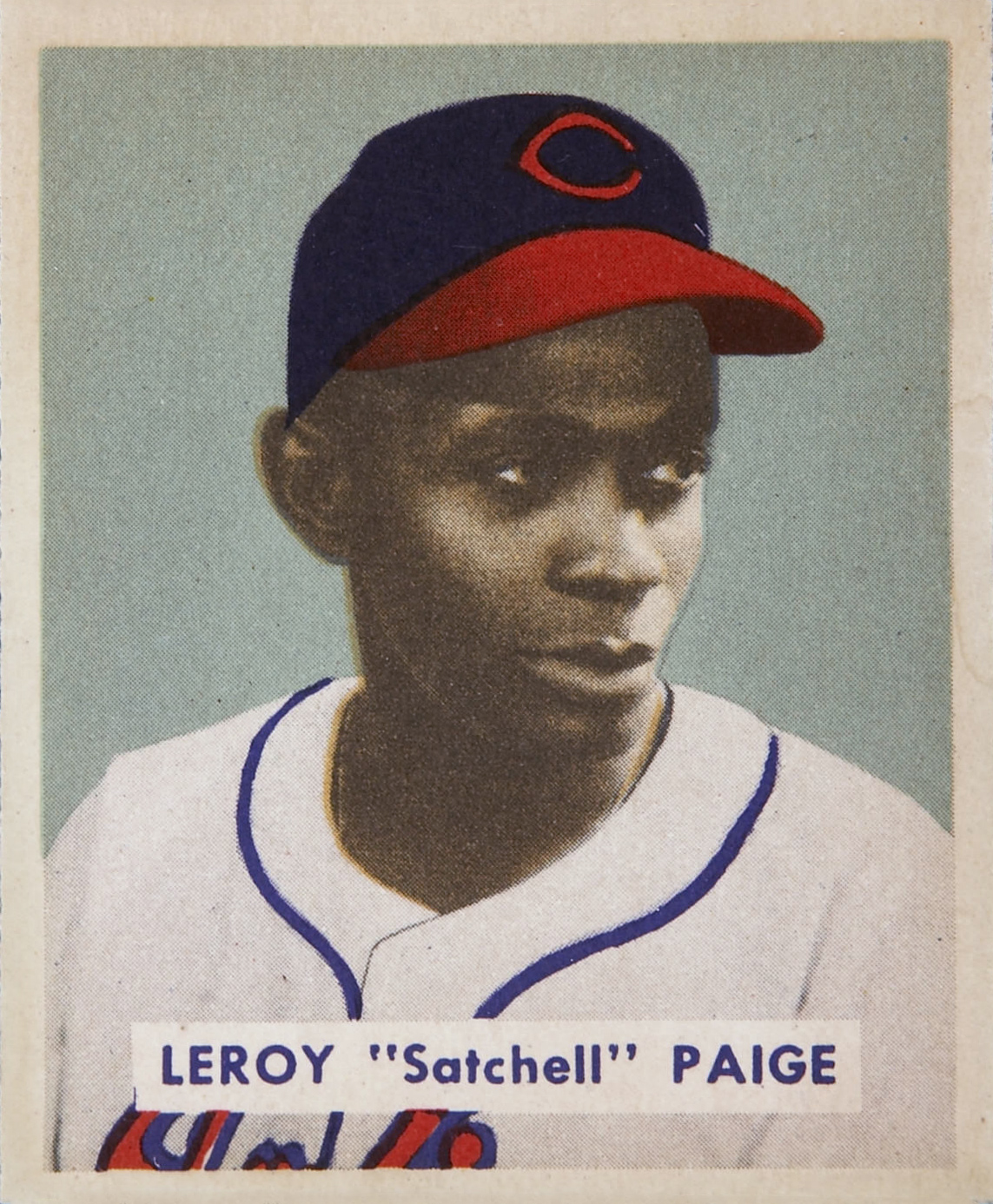
サチェル・ペイジ／6月8日没

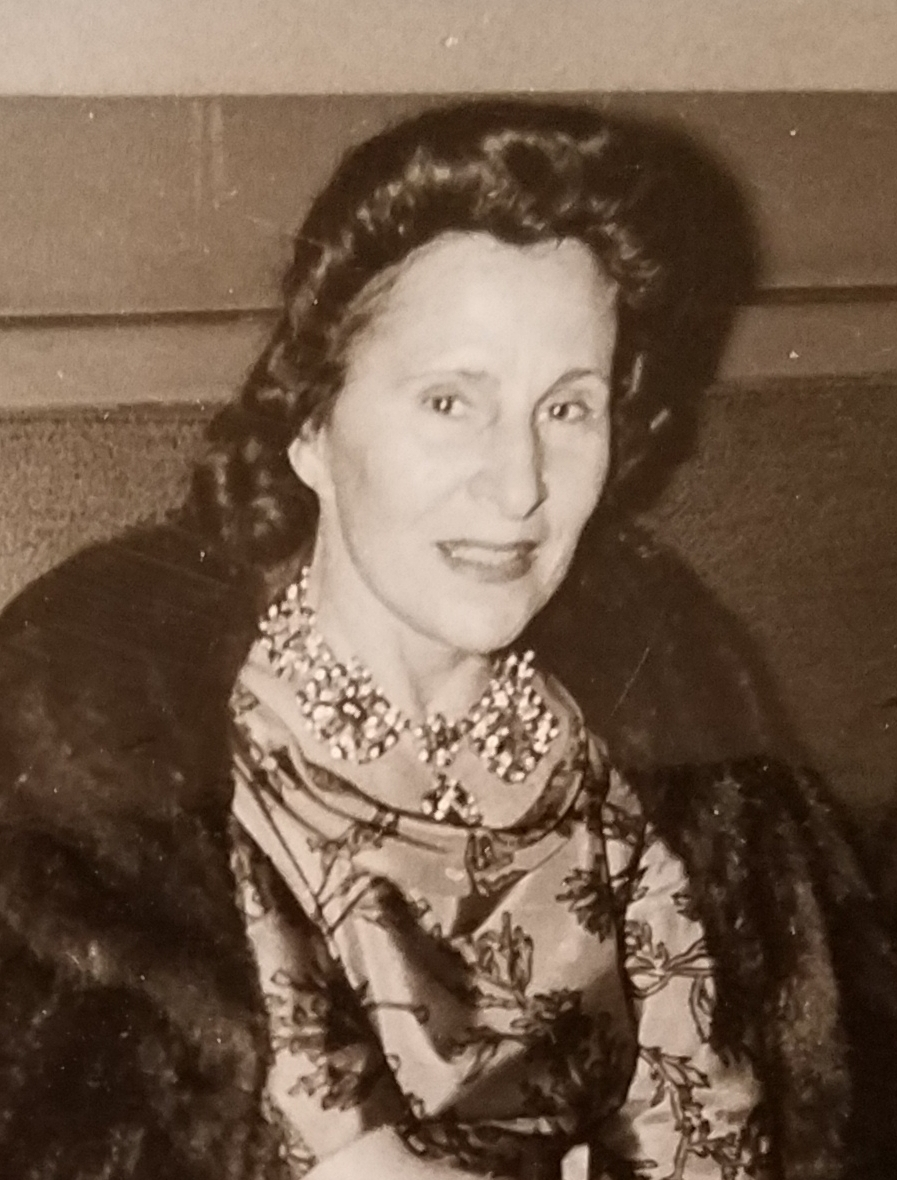
ガラ・エリュアール・ダリ／6月10日没

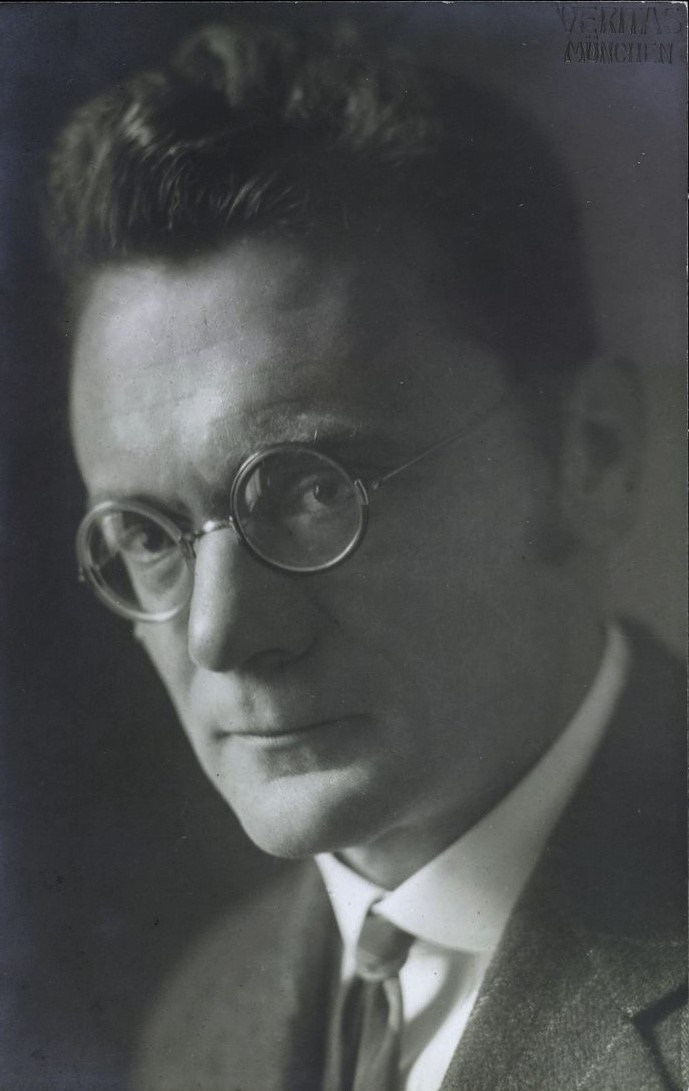
カール・フォン・フリッシュ／6月12日没

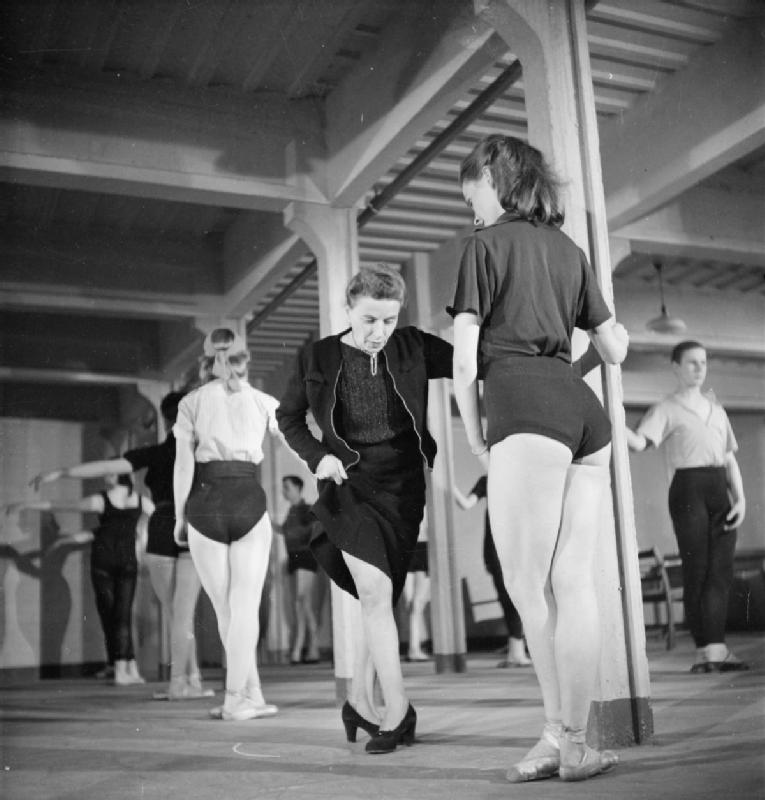
マリー・ランバート（中央）／6月12日没

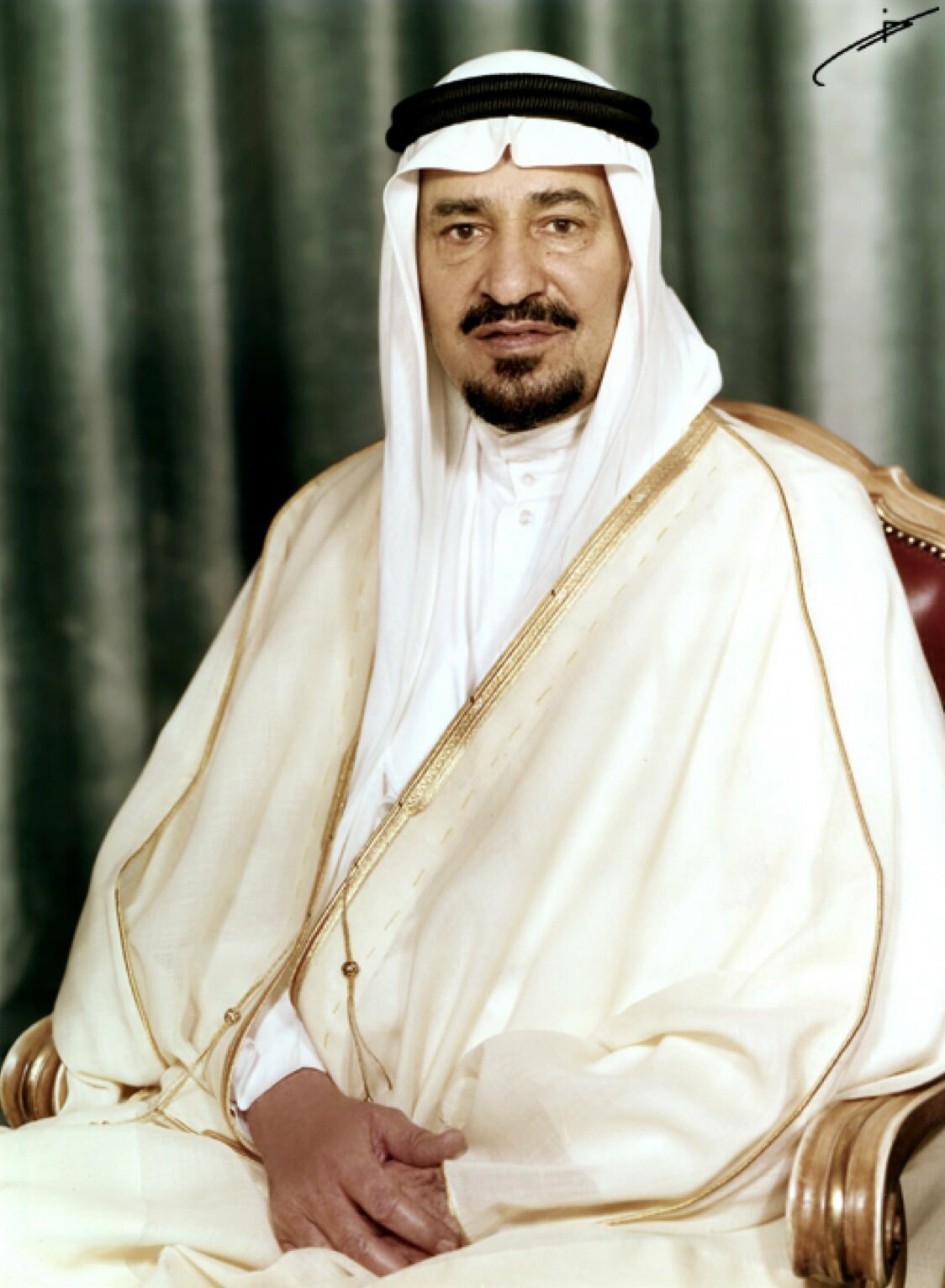
ハーリド・ビン・アブドゥルアズィーズ／6月13日没

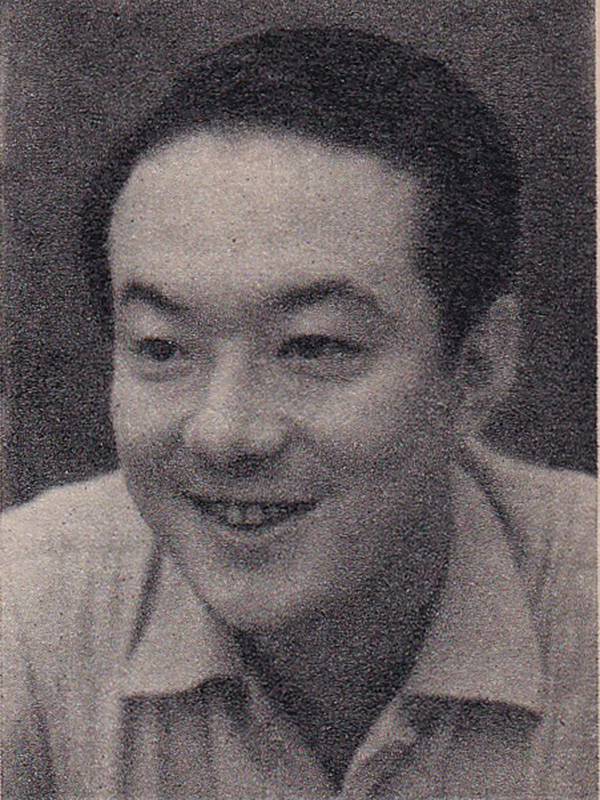
久松保夫／6月15日没

- 6月5日 - 西脇順三郎、詩人・英文学者（* 1894年）
- 6月8日 - サチェル・ペイジ、元メジャーリーガー（* 1906年）
- 6月10日 - 小山祐士、劇作家（* 1906年）
- 6月10日 - ガラ・エリュアール・ダリ、サルバドール・ダリの妻（* 1894年）
- 6月12日 - カール・フォン・フリッシュ、動物学者（* 1886年）
- 6月12日 - マリー・ランバート、舞踏家（* 1888年）
- 6月13日 - ハーリド・ビン・アブドゥルアズィーズ、サウジアラビア王（* 1912年）
- 6月13日 - リカルド・パレッティ、F1レーサー（* 1958年）
- 6月15日 - 久松保夫、俳優・声優・初代青二塾東京校塾長（* 1919年）

## （16日 - 30日）

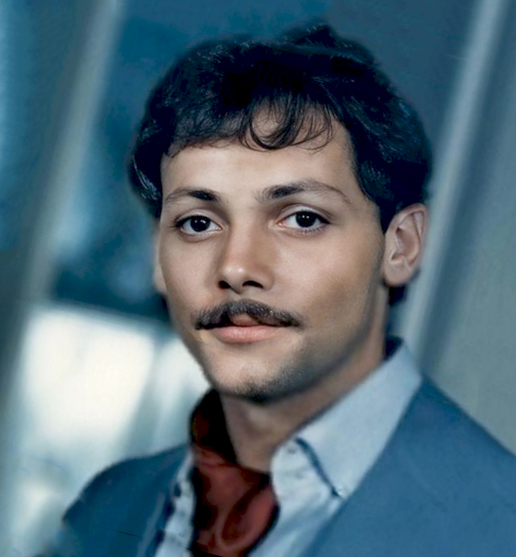
パトリック・ドベール／6月16日没

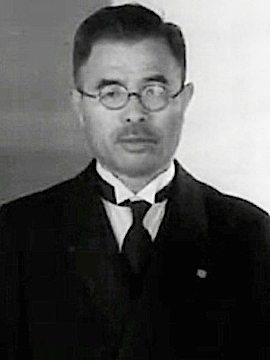
青木一男／6月25日没

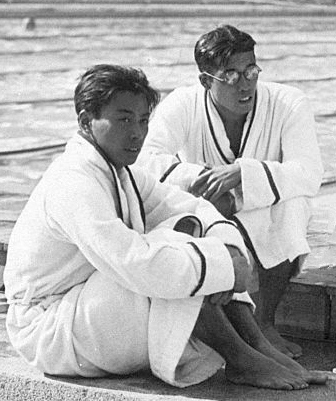
田口正治（右）／6月29日没

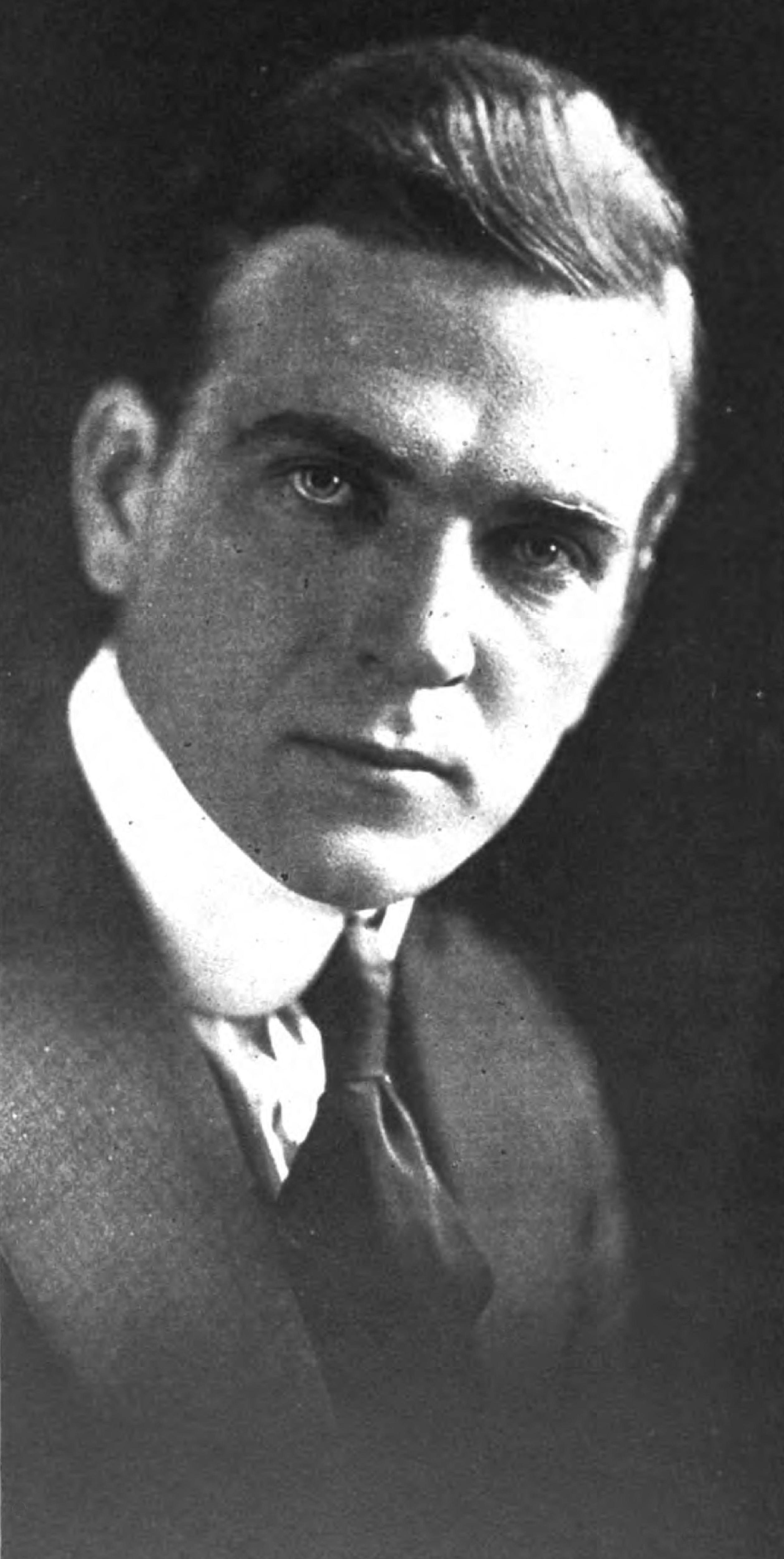
ヘンリー・キング／6月29日没

- 6月16日 - パトリック・ドベール、俳優（* 1947年）
- 6月24日 - フローレンス・アンリ、写真家（* 1893年）
- 6月25日 - 青木一男、元大蔵大臣・元大東亜大臣（* 1889年）
- 6月26日 - アンジェイ・チャイコフスキ、ピアニスト・作曲家（* 1935年）
- 6月29日 - 田口正治、自由形の水泳選手、ベルリンオリンピック金メダリスト（* 1916年）
- 6月29日 - ヘンリー・キング、映画監督（* 1886年）